# Sikorsky H-34
Sikorsky H-34 Choctaw (định danh công ty S-58) là một máy bay trực thăng quân sự động cơ đốt trong ban đầu được thiết kế bởi nhà sản xuất máy bay Mỹ Sikorsky như một máy bay tác chiến chống tàu ngầm cho Hải quân Hoa Kỳ. Nó đã được mở rộng sử dụng tuabin khí khi người Anh cấp phép là Westland Wessex và Sikorsky là S-58T sau này.

## Biến thể

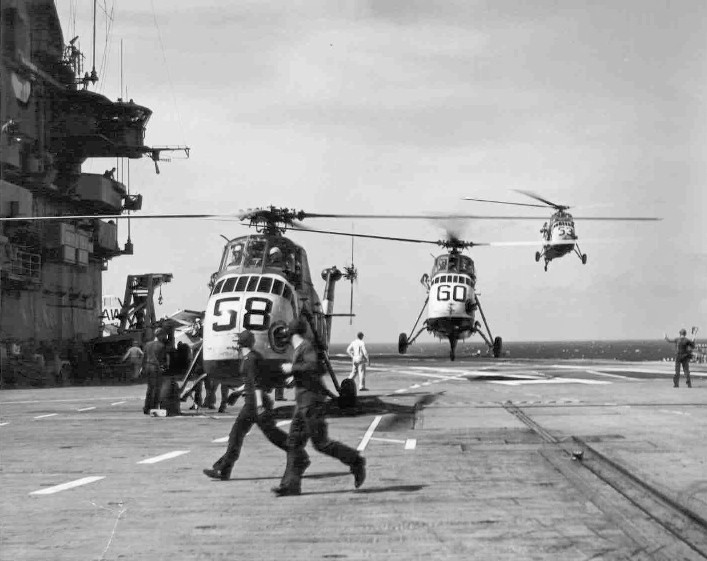
SH-34J trên tàu USS Essex năm 1962

H-34A
JH-34A
VH-34A
H-34B
H-34C
JH-34C
VH-34C
HH-34D
LH-34D
UH-34D
VH-34D
UH-34E
HH-34F
YSH-34G
SH-34G
SH-34H
YSH-34J
SH-34J
UH-34J
HH-34J
VH-34J
XHSS-1 Seabat
HSS-1 Seabat
HSS-1F Seabat
YHSS-1N Seabat
HSS-1N Seabat
HUS-1 Seahorse
HUS-1A Seahorse
HUS-1G Seahorse
HUS-1L Seahorse
HUS-1Z Seahorse
S-58
S-58B
S-58C
S-58D
S-58T
S-58 Heli-Camper
Orlando Airliner

## Quốc gia sử dụng
Argentina
- Không quân Argentina[1]
- Không quân hải quân Argentina[2]

 Bỉ
- Không quân Bỉ [3]
- Hải quân Bỉ[3]

 Brasil
- Hải quân Brazil[3]

 Canada
- Các lực lượng vũ trang Canada[3]

 Chile
- Hải quân Chile[4][5]

 Costa Rica
- Quân đội Costa Rica[6]

 Pháp
- Lục quân Pháp[7]
- Hải quân Pháp [8]

 Tây Đức
- Luftwaffe[7]
- Lục quân Đức[7]
- Hải quân Đức[7]

 Haiti
- Lực lượng vũ trang Haiti[9]

 Indonesia
- Không quân Indonesia[10]

 Ý
- Không quân Italy[11]

 Israel
- Không quân Israel[12]

 Nhật Bản
- Lực lượng Phòng vệ Biển Nhật Bản[13]

 Lào
- Không quân Hoàng gia Lào[14]

 Hà Lan
- Hải quân hoàng gia Hà Lan[15]

 Nicaragua
- Fuerza Aérea Sandinista[16]

 South Vietnam
- Không lực Việt Nam Cộng hòa[17]

 North Vietnam
- Không quân Nhân dân Việt Nam

 Đài Loan
- Lục quân cộng hòa Trung Hoa[18]

 Thái Lan
- Không quân Hoàng gia Thái Lan[19]

 Hoa Kỳ
- Không quân Hoa Kỳ[20]
- Lục quân Hoa Kỳ[21]
- Thủy quân Lục chiến Hoa Kỳ[21]
- Hải quân Hoa Kỳ [21]
- Tuần duyên Hoa Kỳ[21][22]

 Uruguay
- Hải quân Uruguay[23]

## Tính năng kỹ chiến thuật (H-34 Choctaw)
Đặc điểm tổng quát
- Kíp lái: 2
- Sức chứa: 16 lính hoặc 8 cáng tải thương
- Chiều dài: 56 ft 8,5 in (17,28 m)
- Đường kính rô-to: 56 ft 0 in (17,07 m)
- Chiều cao: 15 ft 11 in (4,85 m)
- Diện tích đĩa quay: 2.463 ft² (228,85 m²)
- Trọng lượng rỗng: 7.900 lb (3.583 kg)
- Trọng lượng cất cánh tối đa: 14.000 lb (6.350 kg)
- Động cơ: 1 × Wright R-1820-84, 1.525 hp (1.137 kW)

 Hiệu suất bay 
- Vận tốc cực đại: 123 mph (107 kn, 198 km/h)
- Tầm bay: 293 km (182 mi)
- Trần bay: 4.905 ft (1.495 m[24])

Trang bị vũ khí

- Đa dạng